# Alice in Wonderland (Album)
Alice in Wonderland ist ein Album der deutschen Progressive-Rock-Band Neuschwanstein. Ursprünglich 1976 als Demotape geplant, wurde es 2008 vom französischen Label Musea erstmals als CD veröffentlicht. 2022 erschien eine Neuauflage mit englisch gesprochenen Texten.

## Geschichte
Thomas Neuroth und Klaus Mayer, beide Schüler des ehemaligen Realgymnasiums in Völklingen, Saarland, lernten sich dort Anfang der 1970er Jahre kennen. Ihre musikalischen Vorbilder sind Rick Wakeman (seine Soloalben), King Crimson und Genesis aus der Peter-Gabriel-Ära. Wakemans Alben The Six Wives of Henry VIII und Journey to the Centre of the Earth beeindruckten sie besonders. Aufgrund ihrer klassischen Musikausbildung (Thomas Neuroth lernte Klavier, Klaus Mayer Querflöte) und ihrer Leidenschaft für symphonischen Progressive Rock beschlossen sie, eine Band ins Leben zu rufen, um ihre musikalischen Ideen zu verwirklichen. Das Ergebnis war die Gründung Neuschwansteins.
Nach mehreren personellen Wechseln entstand nach und nach eine festere Form der Band. Neben Neuroth und Mayer bestand die Band 1974 nun aus Udo Redlich (Gitarre), Hans Peter Schwarz (Schlagzeug) und Uli Limpert (Bassgitarre). Der starke Eindruck, den Rick Wakemans Journey to the Centre of the Earth, bei Neuroth und Mayer hinterließ, bewog sie, ebenfalls ein langes Stück Instrumentalmusik zu komponieren. Sie arbeiteten daraufhin an der musikalischen Adaption des berühmten Lewis-Carroll-Romans Alice im Wunderland und wählten dieses Märchen aufgrund seiner Atmosphäre und Fantasie, die sich für eine ausgefeilte und suggestive Musik eignete. Die Idee dazu sowie erste Versuche, das Stück umzusetzen, waren allerdings schon 1970 entstanden, es fehlte nur der letztentscheidende Impuls. Die Uraufführung dieses 40 Minuten dauernden Musikstücks fand 1974 im Marie-Luise-Kaschnitz-Gymnasium in Völklingen statt. 1975 wurde Neuschwanstein damit Gewinner eines Bandwettbewerbs im Saarländischen Staatstheater in Saarbrücken. Sie bezauberten das Publikum mit dem orchestralen und melodischen Reichtum ihrer Bearbeitung.
In dieser Besetzung feilte Neuschwanstein nicht nur an seiner Musik, sondern dachte sich auch eine aufwendige Bühnendekoration sowie komplexe visuelle Effekte mit Masken und Kostümen aus, ähnlich wie sie zu Peter Gabriels Zeiten bei Genesis zum Einsatz kamen. Sogar Dias wurden in den hinteren Teil der Bühne projiziert, wobei Limpert und später Weiler die Liedsequenzen rezitierten, unterbrochen von Illustrationen der Geschichte. Sogar eine Walddekoration wurde auf der Bühne aufgebaut, mit einem bedruckten Vorhang hinter den projizierten Illustrationen. Auf die Blätter der Bäume wurden phosphoreszierende Farben gemalt, so dass sie im Dunkeln leuchteten. Die Masken der Musiker entsprachen ihren Rollen in der Geschichte: Neuroth war z. B. der Zauberer, Weiler der Greif. Obwohl es ständig an Zeit und Geld mangelte, war die Aufführung von Neuschwanstein erstaunlich und für „Lokalmatadore“ sehr professionell.
1975 stießen zwei neue Mitglieder zur Band, Rainer Zimmer, der Uli Limpert am Bass ersetzte, und Roger Weiler, der Udo Redlich an der Gitarre ablöste.

„Wir wollen eine Musik machen, die im Gegensatz zu den sonst üblichen Musikrichtungen, wie Rock, Jazz o. ä., steht. Natürlich lassen wir uns beeinflussen, jedoch nicht mehr oder weniger als jeder andere Musiker, der selbst sehr viel Musik hört. Bei Neuschwanstein wird kein Wert auf Improvisation gelegt. Wir sehen uns weniger als kreativ Ausübende, sondern […] vielmehr als kreativ Konstruierende. Improvisationen sind meist emotional bedingt und gewährleisten nicht immer ein Optimum. Wir wollen, ohne Genesis oder Wakeman zu kopieren, dem Publikum mehr als nur ein Lied präsentieren, sondern ein Vergnügen für Ohr und Auge.“

Die Reaktionen des Publikums auf die Bühnenshow und die Musik waren entsprechend: Es war das erste Mal, dass eine deutsche Rockband ein solch langes Stück Musik mit Kulissen, Kostümen, Maskerade und Spezialeffekten aufführte. Von kleinen Pannen blieb man allerdings auch nicht verschont. So hatte Weiler gleich bei seinem ersten Konzert mit der Gruppe das Pech, dass ihm die Greifenmaske mit dem großen und schweren Schnabel herunterfiel. Er hatte die Maske vor dem Auftritt zu hektisch aufgesetzt und nicht richtig fest gebunden.
Im April 1976 buchte Neuschwanstein ein kleines Tonstudio in der Nähe von Saarbrücken, um ihr Alice im Wunderland auf Band aufzunehmen. Diese Aufnahme war als Demoband für potentielle Veranstalter gedacht. Erst 32 Jahre später, im Jahr 2008, veröffentlichte das französische Label Musea das Demoband erstmals auf CD. Dieses Band lag in Form einer Musikkassette lange Zeit im Schrank des Gitarristen, Roger Weiler. Anfang der 2000er Jahre erzählte Weiler den Verantwortlichen von Musea von dieser Kassette und man war sofort daran interessiert. Die Tonqualität war zwar mehr als bescheiden, aber Musea war zuversichtlich, das Band auf einen akzeptablen technischen Stand bringen zu können. Das große Interesse von Musea beruhte auch auf der Tatsache, dass Neuschwansteins „offizielles“ Album Battlement das meistverkaufte Album im Musea-Katalog war.
Trotz der eigentlich überwiegend positiven Kritiken meint Thomas Neuroth dazu:

„Alice im Wunderland ist Herzblut und Begeisterung, Charme und Ambition. Ein Erstling, unfertig und fehlerhaft. Alice im Wunderland war für den Augenblick und für die Vergänglichkeit gedacht. Ich hätte nie daran gedacht, dass es jemals veröffentlicht werden würde.“

Aus heutiger Sicht hat Neuschwanstein mit diesem Album den Weg für viele andere deutsche Progressive-Rock-Bands geebnet. „Es ist fast ein Vorbild für die Idee eines solchen Albums, typisch für die deutsche Seele der Dichter/Denker der 70er Jahre.“ (Henning Mangold auf den Babyblauen Seiten)
Kurz nach den Aufnahmen stieß Frédéric Joos (aus Frankreich) als neuer Sänger zur Band, dessen Stimme sehr an Peter Gabriel, aber auch an den Strawbs-Sänger Dave Cousins erinnerte. 1978 nahm die Band in den Studios der Scorpions in Köln ihr erstes Album Battlement auf, mit dem sie 1979 einen unerwarteten Erfolg hatte. Inmitten von New Wave und Punk überlebte es als eines der wenigen guten Alben deutscher Progressive-Rock-Bands.

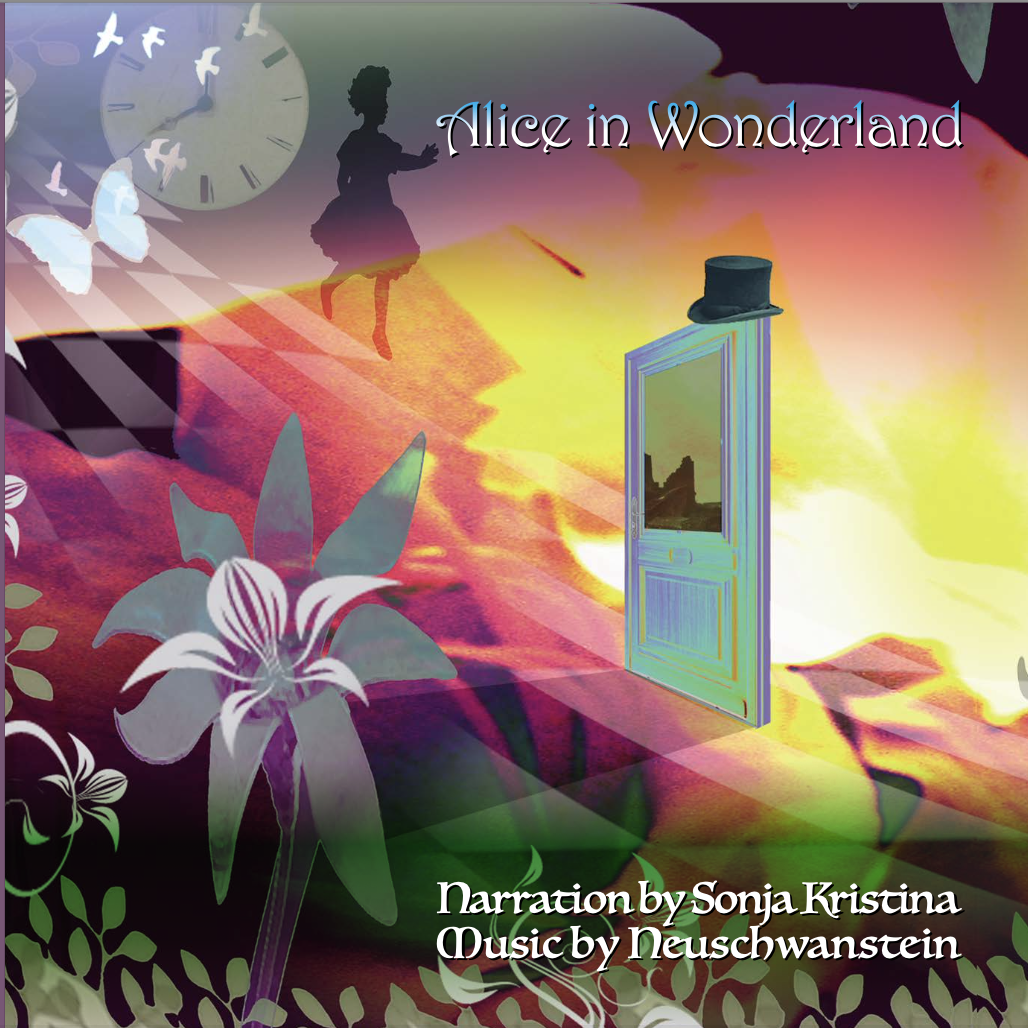
Cover der Neuausgabe von 2022

Am 18. November 2022 ist nach 46 Jahren eine Wiederveröffentlichung beim Label Explore Rights Management (einem Unterlabel von Cherry Red Records) erschienen. Da das der CD-Version von Musea von 2008 zugrunde gelegte Band eine Kassettenkopie war, versuchte man das original Masterband wieder zu finden. Tatsächlich wurden diverse Tonbandspulen beim Gitarristen Roger Weiler wiederentdeckt, die sich jedoch allesamt als leer erwiesen. Die alten Aufnahmen wurden aufwändig restauriert, wobei dem Produktionsteam eine neue Software zugutekam, ohne diese das Projekt von vornherein zum Scheitern verurteilt gewesen wäre. Da Erzählerstimme und Musik vermischt waren, musste erst die Stimme aus der Musik herausgefiltert werden. Die erste Versuche waren nicht zufriedenstellend, doch dann gelang es mit einer neuen KI-gesteuerten Software, AudioShake, die Erzählung vollständig zu entfernen, ohne die Hintergrundspuren zu beschädigen. Die Erzählung wurde direkt aus dem Originalbuch übernommen, wobei die Anpassung auf ein Minimum beschränkt wurde. Einige der Ausbrüche des verrückten Hutmachers wurden jedoch aus anderen Kapiteln entlehnt, um die Anzahl der theatralisch gesungenen Passagen an die Musik anzupassen. Gesprochen wurden die neuen Texte von Sonja Kristina, Sängerin bei Curved Air. Das Cover wurde leicht verändert und das Booklet überarbeitet.

## Titelliste
1. White rabbit –  1:17
2. Gate To Wonderland –  2:13
3. Pond Of Tears –  2:45
4. Old Father's Song –  8:31
5. Five-O'Clock Tea –  6:49
6. Palace Of Wonderland –  12:05
7. The Court Of The Animals –  5:01
8. Alice's Return –  2:05

## Besetzung
- Thomas Neuroth – Tasteninstrumente
- Klaus Mayer – Querflöte
- Roger Weiler – Gitarre
- Rainer Zimmer – Bass
- Hans Peter Schwarz – Schlagzeug